# 春夢

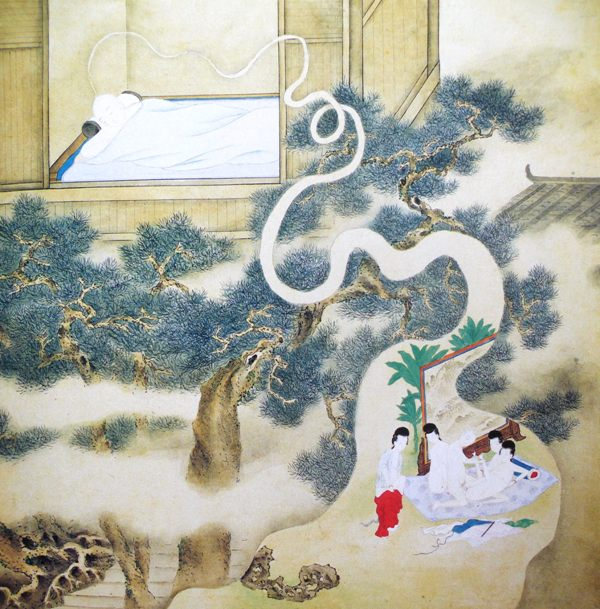
一幅描述春夢的明代畫作

春夢是指表現人潛意識對於性渴望的夢境。例如在夢中跟喜歡的對象有非常愉悅的行為，可能是擁抱、親吻、性行為、性虐恋等。
在睡覺時所作的夢，夢裡是與性相關或性交等等的內容。如果經常觀看色情影片或雜誌等等色情物品，很容易引起性慾，在沒有得到發泄下，因此亦會作夢。
青少年春梦有可能會伴隨著夢遺發生。過了青年期，性慾漸減，春梦次數和梦遗次数也遞減。